# Рехберггаузен
Рехберггаузен (нім. Rechberghausen) — громада в Німеччині, знаходиться в землі Баден-Вюртемберг. Підпорядковується адміністративному округу Штутгарт. Входить до складу району Геппінген.
Площа — 6,40 км2. Населення становить 5411 ос. (станом на 31 грудня 2020).